# Debbie Does Dallas... Again
Debbie Does Dallas... Again è un film pornografico statunitense del 2007 diretto da Paul Thomas, sequel del classico del 1978 Giochi maliziosi (Debbie Does Dallas). Fanno parte del cast le pornoattrici Monique Alexander, Savanna Samson, Hilary Scott, Stefani Morgan e Sunny Leone.

## Trama
Debbie e Allison sono rivali nella stessa squadra, in competizione per lo stesso ragazzo, e per una vittoria ai Campionati Mondiali Nazionali di Cheerleading a Bakersfield, in California. Dopo che Debbie subisce un incidente mortale, incontra il suo angelo custode, Gwendolyn, e fa prontamente un patto per tornare sulla terra per vendicare la sua morte. Riappare nel corpo di Becka e dalle porte del paradiso finisce insieme ad Allison nell'inferno dove incontra Miss Jones.

## Produzione
Il regista Paul Thomas disse che piuttosto che limitarsi a girare un rifacimento dell'originale, volle "spingere la trama più verso Il paradiso può attendere, facendo morire Debbie e facendola reincarnare nel corpo di un'altra cheerleader."
Il 12 luglio 2007 il film divenne il primo titolo per adulti ad essere distribuito in formato Blu-ray. Fu inoltre il primo film pornografico disponibile in HD DVD. Altre compagnie avevano già pubblicato in precedenza qualche film porno in Blu-ray, ma non ufficialmente.
Debbie Does Dallas Again è anche il titolo di un documentario prodotto dalla World of Wonder sul making of del film.

## Premi e nomination
| Anno | Cerimonia   | Risultato       | Categoria                                           | Candidato/i                                                                               |
| ---- | ----------- | --------------- | --------------------------------------------------- | ----------------------------------------------------------------------------------------- |
| 2008 | AVN Awards  | Vincitore/trice | Top Renting Title of the Year – 2007                | N.D.                                                                                      |
| 2008 | AVN Awards  | Candidato/a     | Best Actress, Film                                  | Stefani Morgan                                                                            |
| 2008 | AVN Awards  | Candidato/a     | Best Anal Sex Scene, Film                           | Staci Thorn & Marty Romano                                                                |
| 2008 | AVN Awards  | Candidato/a     | Best Art Direction, Film                            | N.D.                                                                                      |
| 2008 | AVN Awards  | Candidato/a     | Best Cinematography                                 | N.D.                                                                                      |
| 2008 | AVN Awards  | Candidato/a     | Best Couples Sex Scene, Film                        | Stefani Morgan & Derrick Pierce                                                           |
| 2008 | AVN Awards  | Candidato/a     | Best Editing, Film                                  | Jack Freedom, Miles Rocca & Fletcher Martin                                               |
| 2008 | AVN Awards  | Candidato/a     | Best Film                                           | N.D.                                                                                      |
| 2008 | AVN Awards  | Vincitore/trice | Best Group Sex Scene, Film                          | Stefani Morgan, Savanna Samson, Monique Alexander, Evan Stone, Christian & Jay Huntington |
| 2008 | AVN Awards  | Vincitore/trice | Best On-Line Marketing Campaign, Individual Project | N.D.                                                                                      |
| 2008 | AVN Awards  | Candidato/a     | Best Overall Marketing Campaign, Individual Project | N.D.                                                                                      |
| 2008 | AVN Awards  | Candidato/a     | Best Packaging                                      | N.D.                                                                                      |
| 2008 | AVN Awards  | Candidato/a     | Best Screenplay, Film                               | Phil Noir                                                                                 |
| 2008 | AVN Awards  | Candidato/a     | Best Special Effects                                | N.D.                                                                                      |
| 2008 | AVN Awards  | Candidato/a     | Best Supporting Actor, Film                         | Evan Stone                                                                                |
| 2008 | AVN Awards  | Candidato/a     | Best Supporting Actress, Film                       | Monique Alexander                                                                         |
| 2008 | AVN Awards  | Candidato/a     | Best Supporting Actress, Film                       | Hillary Scott                                                                             |
| 2008 | FAME Award  | Finalista       | Favorite Feature Movie                              | N.D.                                                                                      |
| 2008 | Venus Award | Vincitore/trice | Best US Film                                        | N.D.                                                                                      |
| 2008 | XRCO Award  | Candidato/a     | Most Outrageous DVD Xtras                           | N.D.                                                                                      |